# Mohamed El-Naser
Mohamed El-Naser (arab. محمد الناصر) – libijski pływak, olimpijczyk.
El-Naser wystąpił na Letnich Igrzyskach Olimpijskich 1980 w jednej konkurencji, którą było 100 m stylem klasycznym. Wystąpił w pierwszym wyścigu eliminacyjnym, jednak został zdyskwalifikowany i nie ukończył zawodów.